# 電能実業

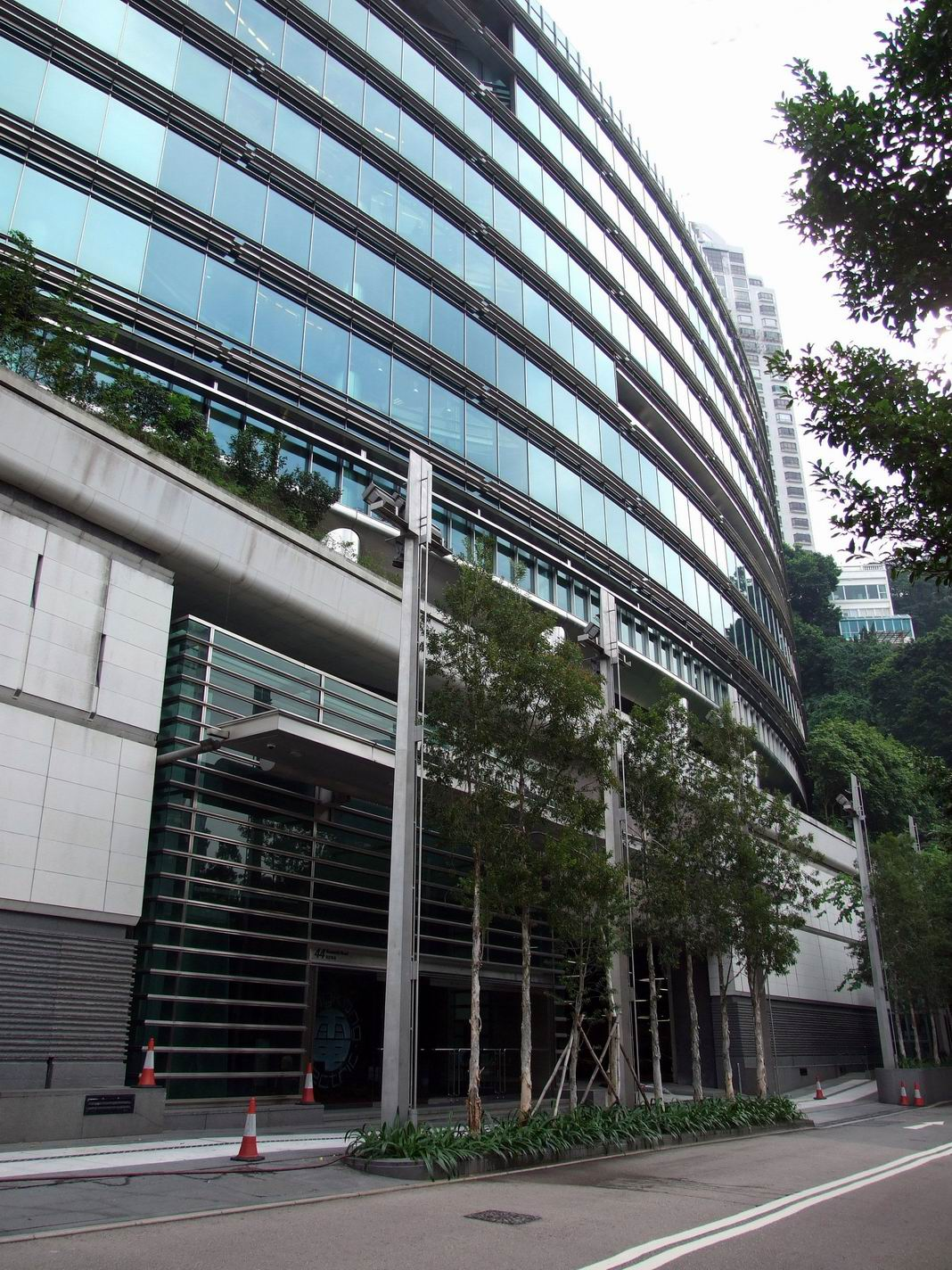
香港電灯センター

電能実業（でんのうじつぎょう、英語: Power Assets Holdings、パワーアセッツ・ホールディングス、中国語: 電能實業、元名香港電灯）は、香港の長江グループ系の長江インフラの傘下電力事業投資会社である。
元々香港島とラマ島を対象として、独占電力事業を経営しているのが、2000年から海外電力業務も進出し、中国大陸、オーストラリア、ニュージーランド、タイ、イギリス、カナダで電力、ガス、インフラストラクチャー事業を展開していた。
海外事業拡大に伴い、2011年に香港電灯から電能実業へ社名変更した時、香港電灯は電能実業の子会社になった。2014年、電能実業は香港電灯を分離し、株式公開によって港燈電力投資（SEHK: 2638）の名で上場した。